# 科內薩將軍鎮 (內烏肯省)
科內薩將軍鎮（西班牙語：General Conesa），是阿根廷的城鎮，位於該國西部內烏肯省，是科內薩縣的首府，處於內格羅河南岸，距離別德馬163公里和西聖安東尼奧公里，始建於1869年10月14日，海拔高度60米，2010年人口5,484。